# Dù Dōu

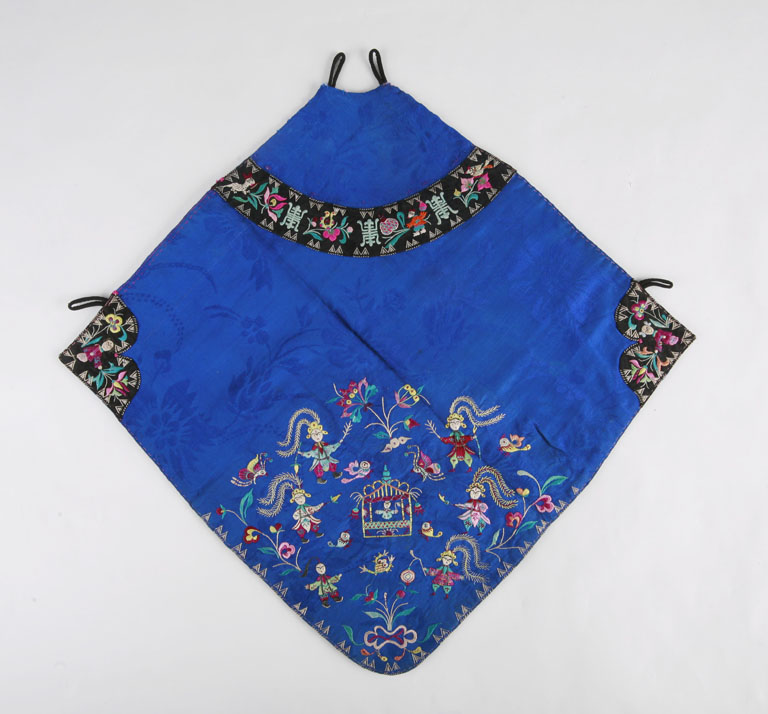
Ein besticktes Dù Dōu für Kinder

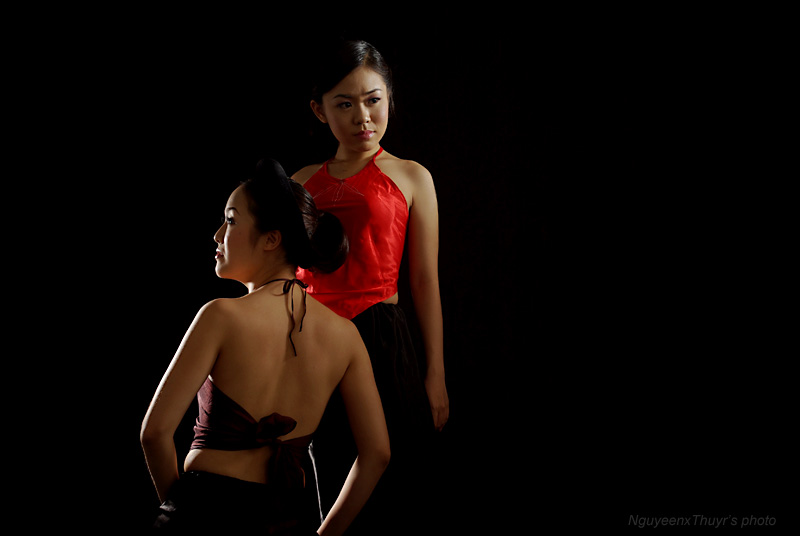
Vom Dù Dōu abstammende Yếms

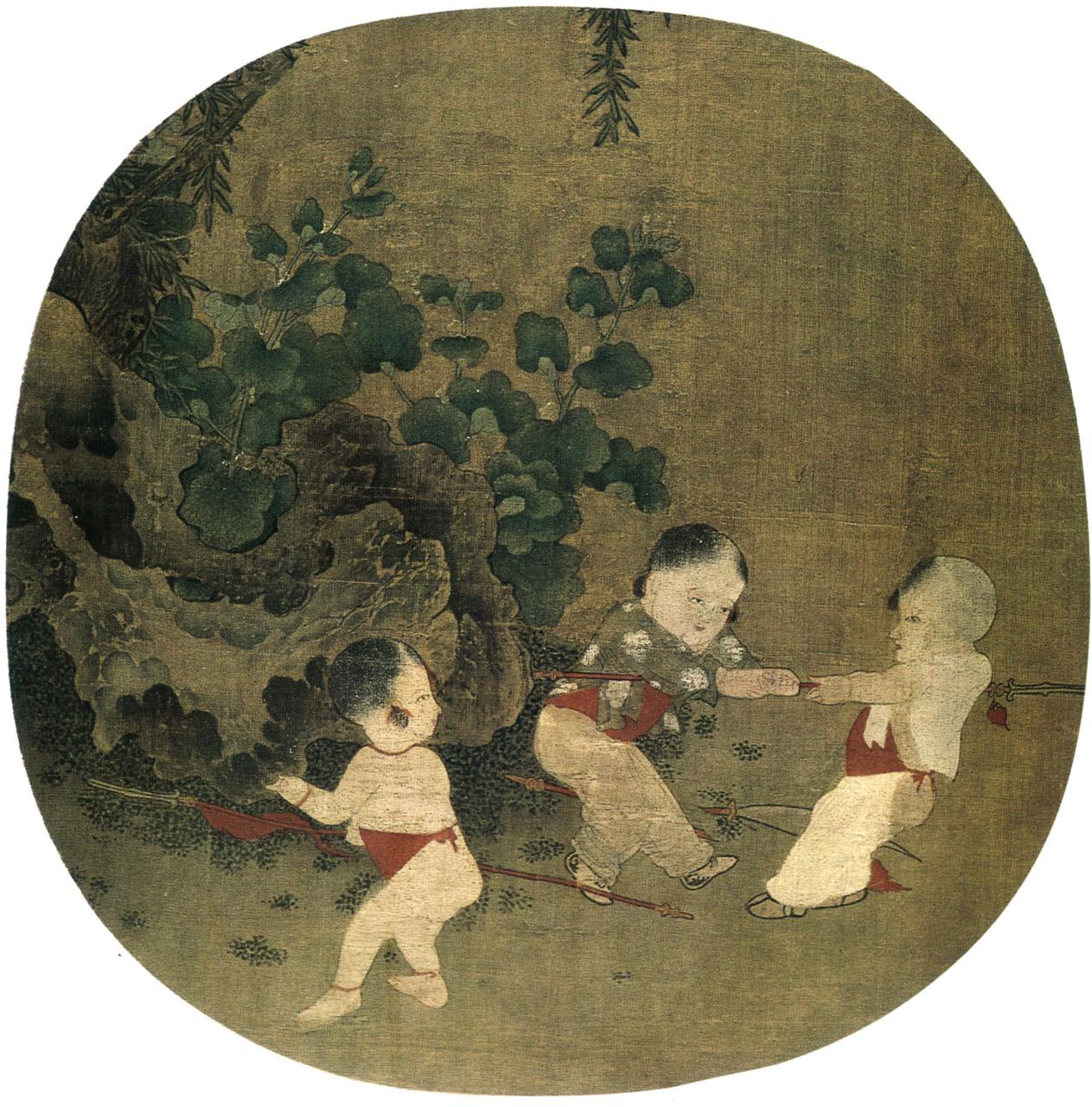
Dù Dōus

Ein Dù Dōu, Dudou (chinesisch 肚兜, Pinyin dùdōu, W.-G. tutou), auch Dōu dù oder Doudu (兜肚,  dōudù,  toutu) genannt, ist ein traditionelles chinesisches Kleidungsstück, das in China wie ein Mieder als Unterwäsche getragen wurde.

## Geschichte
Das Dù Dōu ist ein von einem Nackenband gehaltenes rückenfreies Oberteil. Wörtlich übersetzt heißt Dù Dōu Bauchbedeckung, was auf seine Verwendung in der traditionellen chinesische Medizin anspielt, den Bauch qi zu schützen. Dafür hat es mehrere Taschen, in denen Ingwer, Moschus oder andere den Bauch beeinflussende Kräuter verstaut werden konnten.
In chinesischen Quellen wird Dù Dōu gelegentlich als Bauchbinde beschrieben, ähnlich einer Corsage für werdende Mütter, weil es eine ähnliche Aufgabe wie das japanische Haramaki hat. Es handelt sich aber nicht um ein Lätzchen, eine Schürze oder ein Bib weil es nicht dazu dient, andere Kleidung vor Verschmutzung durch Speisen zu schützen, obwohl es ähnlich geschnitten ist.
Das Dù Dōu wurde in der Ming- und Qing-Dynastie populär. Es ist ein rautenförmig oder quadratisch zugeschnittenes Tuch, das über der Brust einer Frau mit Schnüren am Hals und Rücken festgebunden wird, und dient als einfaches Kleidungsstück mit vielen Variationen seiner ursprünglichen Form.
Seine ursprüngliche Entwicklung wird oft einer der Vier Schönheiten, Yang Guifei, der kurvenreichen Kurtisane des Kaisers Tang Xuanzong der Tang-Dynastie zugeschrieben.
Die  Dù Dōus reicher Frauen waren aus Seide, Woll-Garn oder Brokat, und die von der ärmeren Schicht aus Baumwolle. Übliche Farben sind rot, pink und grün. Sie sind häufig mit Blumen, Schmetterlingen oder Mandarinenten bestickt. Früher gab es auch Stickereien von Fledermäusen (ein Symbol für Zufriedenheit), Pfirsichen (für langes Leben) und Guavas (für Fruchtbarkeit). Reiche Familien verwendeten zum Besticken Bronze-, Silber- oder Gold-Fäden anstelle von Seidenfäden.
In der Ming- und Qing-Dynastie wurden sie ausschließlich als Unterwäsche getragen und sollten die Brüste der Frauen flacher erscheinen lassen, ähnlich wie eine Corsage. Anfangs waren es einfache Rechtecke, aber später wurden Rauten verwendet, um mehr von den Schultern zu zeigen.
Dù Dōus wurden 2000 in der westlichen Mode als Oberbekleidung durch die Frühlingskollektion von Versace, Versus, und Miu Miu bekannt, was einige Chinesinnen, einschließlich Zhang Ziyi beeinflusst hat, Die Vogue beschrieb die von Dù Dōus beeinflussten Stücke als spitzbübische Taschentuch-Blusen (engl. “mischievous handkerchief blouses”).